# Castrelos
Castrelos fut une freguesia portugaise du concelho de Bragance, qui avait une superficie de 19,03 km2 pour une densité de population de 6,7 hab/km2 avec 127 habitants en 2011.
Elle disparut en 2013, dans l'action d'une réforme administrative nationale, ayant fusionné avec la freguesia de Carrazedo, pour former une nouvelle freguesia nommée União das Freguesias de Castrelos e Carrazedo.